# Marvel Model A
Der Marvel Model A war ein nur 1907 angebotener, US-amerikanischer Voiturette-Kleinwagen. Hersteller war die Marvel Motor Car Company in Detroit (Michigan).

## Beschreibung
Das Fahrzeug hatte einen Radstand von 84 Zoll (2134 mm) und wog 1300 lb (ca. 590 kg)
Der 14 bhp (10,4 kW) leistende Zweizylinder-Boxermotor unbekannter Herkunft war wassergekühlt nach dem Thermosiphonprinzip. Der Hubraum betrug 113,1 c.i. (1854 cm³) Hubraum aus 4 Zoll Bohrung und 4½ Zoll Hub (101,6 × 114,3 mm). Als Zweizylinder wurde er demnach nach A.L.A.M.-Rating ergab 12,8 PS eingestuft. Das entspricht auch dem damaligen britischen R.A.C .-Rating, sagt aber wenig aus über die tatsächliche Motorenleistung. Das Fahrzeug, das an französische Konstruktionen wie den Darracq 15 CV oder Luc Court 8 CV erinnert, hatte nach einer Quelle Kardanantrieb – worauf auch eine zeitgenössische Abbildung hindeutet – nach einer anderen Kettenantrieb, und wurde mittels Lenkrad gesteuert. Das Fahrzeug hatte Vollelliptik-Blattfedern und Artillerieräder der Dimension 30 × 3 Zoll. Wie zahlreiche Fahrzeuge aus dieser Zeit war es rechtsgelenkt.
Der Marvel Model A war nur als zweisitziger Runabout lieferbar und kostete US$ 800.-.
Im ersten Produktionsjahr wurden 325 Exemplare eingeplant. Ob so viele tatsächlich verkauft worden sind, ist unklar, doch wurde das Fahrzeug nach der Insolvenz des ursprünglichen Herstellers in der zweiten Jahreshälfte 1907 von der Crescent Motor Car Company in deren Anlagen noch bis in das Jahr 1908 weiter produziert.